# Kommunale Kulturpolitik
Kommunale Kulturpolitik umfasst die politischen Entscheidungen der Gemeinden, Gemeindeverbände und der kommunalen Spitzenverbände im Bereich der Kultur. 
Kommunale Kulturpolitik ist ein Teil der kommunalen Selbstverwaltung und basiert auf dem durch Artikel 28 Abs. 2 S. 1 GG garantierten Recht der Gemeinden, „alle Angelegenheiten der örtlichen Gemeinschaft im Rahmen der Gesetze in eigener Verantwortung zu regeln“. Sie gehört üblicherweise zu den freiwilligen Selbstverwaltungsaufgaben. In manchen Bundesländern sind die kreisfreien Städte und Kreise verpflichtet, ein Mindestmaß an Angeboten z. B. im Bereich der Archive und der Bibliotheken vorzuhalten. In diesen Fällen handelt es sich um pflichtige Selbstverwaltungsaufgaben.
In Städten mit mehr als 500.000 Einwohnern ist das Kulturdezernat oft eigenständig (z B. Leipzig). In kleineren Städten wird der Bereich Kultur regelmäßig mit den Bereichen Bildung und Sport in einem Dezernat zusammengefasst. Kreisangehörige Städte und Gemeinden ordnen häufig auch zusätzlich die Bereiche Jugend und Soziales diesem Dezernat zu. Es sind aber auch andere Dezernatsaufteilungen möglich. Die Gemeindevertretungen steuern die Grundsätze der von ihnen beabsichtigten Kulturpolitik häufig über "Kulturentwicklungspläne". In größeren Städten werden als dem untergeordnete Pläne, wie zum Beispiel "Bibliothekentwicklungspläne" oder "Museumsentwicklungspläne", für einen Mehrjahreszeitraum beschlossen. Die Umsetzung dieser Pläne durch die Verwaltung wird typischerweise durch von der Verwaltung erstellte und der Gemeindevertretung vorgelegte Kulturberichte kontrolliert, die zugleich der Unterrichtung der interessierten Öffentlichkeit dienen. Größere Stadtvertretungen haben als Hilfsorgan häufig einen eigenen Kulturausschuss. In kleineren Gemeinden und in Landkreisen haben die Gemeindevertretungen und die Kreistage die Zuständigkeit für Kultur häufig mit dem Bereich Schule verbunden.

## Bereiche kommunaler Kulturpolitik
- Allgemeine Kulturförderung (Unterstützung freier Träger und privater Initiativen im Bereich Kultur, Durchführung von Festivals und Stadtfesten)
- Archivwesen, soweit es um im kommunalen Bereich anfallendes archivwürdiges Schrift- und Kulturgut geht (in manchen Kommunen wird die Aufgabe Archivwesen nicht dem Bereich Kultur, sondern der zentralen Verwaltung zugeordnet)
- Bibliothekswesen
- Denkmalpflege und Denkmalschutz
- Museen (insbesondere Stadtgeschichtsmuseen, Freilichtmuseen und andere Museen mit Themen besonderer Bedeutung für die Kommune) und Ausstellungshäuser
- Musikwesen: Kulturorchester, Musik- und Kunstschulen (werden in manchen Kommunen auch dem Bereich Bildung zugeordnet)
- Theater
- Volkshochschulen (werden in manchen Kommunen auch dem Bereich Bildung zugeordnet)

Vor allem wegen der möglichen Nutzung für Theaterstücke, Konzerte und kulturelle Ausstellungen wird auch die Zuständigkeit für kommunale Messe- und Kongresshallen meistens dem Kulturdezernat zugeordnet. Die jeweiligen Kulturinstitute müssen sich dabei nicht in kommunaler Trägerschaft befinden. Häufig befinden sich kleinere Theater in privater Trägerschaft oder Museen in der Trägerschaft von Vereinen, erhalten aber regelmäßig finanzielle Zuschüsse im Rahmen der Allgemeinen Kulturförderung.

## Interkommunale Kooperation
Interkommunale Kooperationen gibt es z. B. für gemeinsame Trägerschaften von Kulturinstitutionen. Unterhalb einer gemeinsamen Trägerschaft sind aber auch andere Kooperationsformen möglich (z. B. die Zugänglichkeit der digitalen Bibliothek der Nutzer einer Stadtbibliothek durch die Nutzer anderer Stadtbibliotheken).

## Kulturpolitik der kommunalen Spitzenverbände
Die Kommunen tauschen sich auch über die Kulturausschüsse ihrer kommunalen Spitzenverbände (Deutscher Städtetag, Deutscher Städte- und Gemeindebund, Deutscher Landkreistag) und deren Landesverbände aus und formulieren ihre Positionen gegenüber dem Bund und den Ländern.